# Baie de Hara
La baie de Hara (estonien : Hara laht), est une baie située au sud du golfe de Finlande à l'est de Tallinn en Estonie.

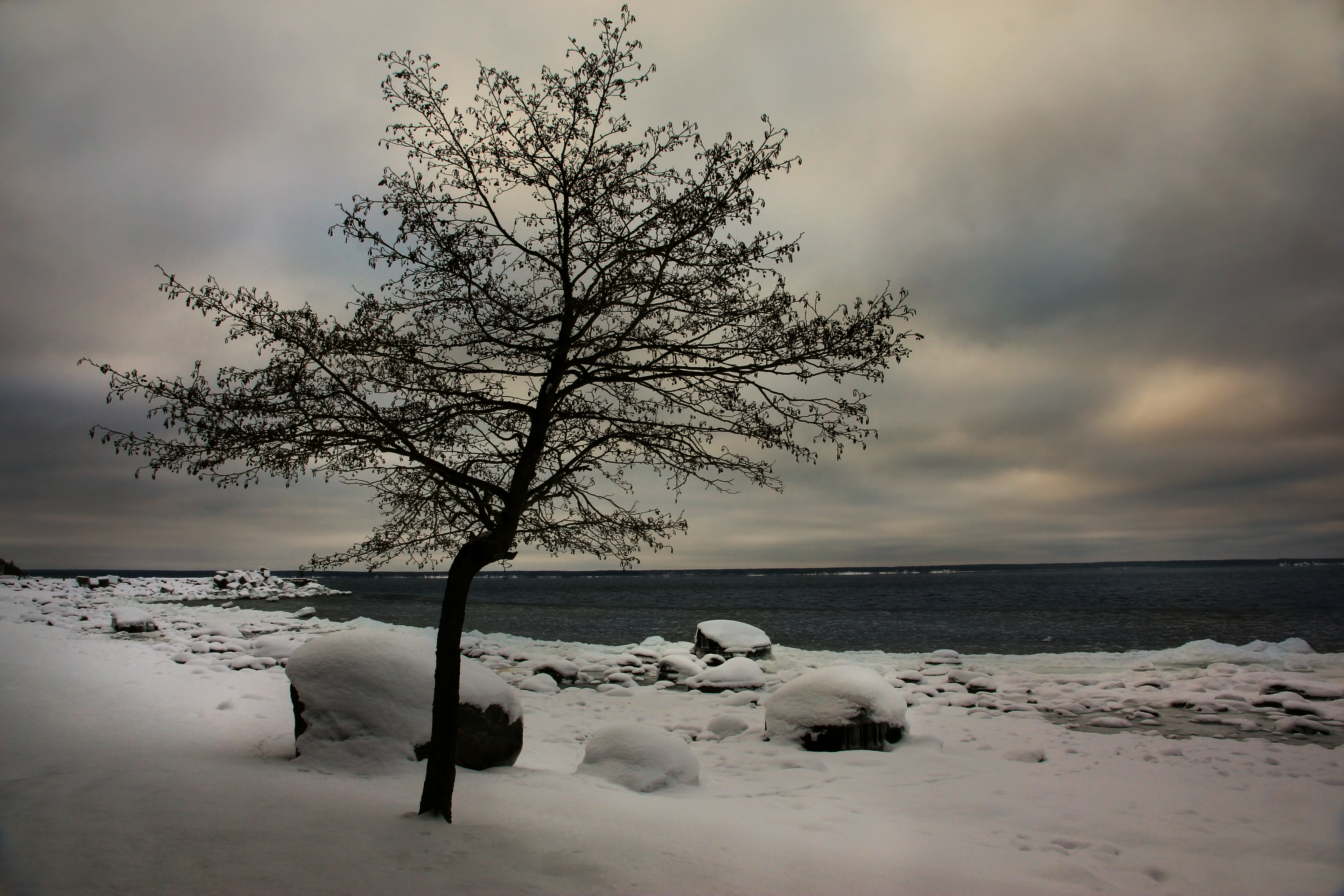
La baie en hiver

## Géographie
La baie est située entre la péninsule de Juminda et la péninsule de Pärispea.
Le fleuve Valgejõgi se déverse dans la baie.